# Freestyle ai XXIV Giochi olimpici invernali - Big air femminile
La gara di big air femminile di freestyle dei XXIII Giochi olimpici invernali di Pechino si è svolta tra il 7 e il 8 febbraio 2022 al Big Air Shougang di Pechino.
La cinese Gu Ailing ha vinto la medaglia d'oro, davanti alla francese Cassie Sharpe e alla svizzera Mathilde Gremaud.

## Risultati

### Qualificazione
Q — Qualificata per la Finale
Le migliori 12 atlete si sono qualificate per la Finale.
| Pos. | Bib | Ordine | Nome                 | Nazione       | Run 1 | Run 2 | Run 3 | Totale | Note |
| ---- | --- | ------ | -------------------- | ------------- | ----- | ----- | ----- | ------ | ---- |
| 1    | 8   | 20     | Megan Oldham         | Canada        | 80.00 | 91.25 | 8.25  | 171.25 | Q    |
| 2    | 2   | 4      | Tess Ledeux          | Francia       | 90.50 | 80.50 | 20.00 | 171.00 | Q    |
| 3    | 11  | 24     | Anastasia Tatalina   | ROC           | 68.75 | 89.75 | 73.50 | 163.25 | Q    |
| 4    | 16  | 17     | Sandra Eie           | Norvegia      | 77.50 | 76.25 | 84.50 | 162.00 | Q    |
| 5    | 4   | 5      | Gu Ailing            | Cina          | 89.00 | 24.50 | 72.25 | 161.25 | Q    |
| 6    | 1   | 2      | Mathilde Gremaud     | Svizzera      | 88.25 | 71.00 | 33.75 | 159.25 | Q    |
| 7    | 12  | 15     | Kirsty Muir          | Regno Unito   | 89.25 | 67.00 | 68.25 | 157.50 | Q    |
| 8    | 22  | 22     | Darian Stevens       | Stati Uniti   | 84.75 | 10.00 | 67.25 | 152.00 | Q    |
| 9    | 6   | 26     | Sarah Höfflin        | Svizzera      | 85.50 | 42.75 | 64.00 | 149.50 | Q    |
| 10   | 5   | 1      | Johanne Killi        | Norvegia      | 87.50 | 60.75 | 58.25 | 148.25 | Q    |
| 11   | 19  | 16     | Olivia Asselin       | Canada        | 60.75 | 87.00 | 16.00 | 147.75 | Q    |
| 12   | 24  | 12     | Anni Kärävä          | Finlandia     | 82.50 | 52.50 | 62.00 | 144.50 | Q    |
| 13   | 17  | 13     | Katie Summerhayes    | Regno Unito   | 63.75 | 69.25 | 67.25 | 136.50 |      |
| 14   | 15  | 19     | Marin Hamill         | Stati Uniti   | 61.50 | 66.00 | 66.25 | 132.25 |      |
| 15   | 14  | 21     | Maggie Voisin        | Stati Uniti   | 16.25 | 60.00 | 68.00 | 128.00 |      |
| 16   | 27  | 23     | Dominique Ohaco      | Cile          | 60.25 | 11.25 | 66.25 | 126.50 |      |
| 17   | 3   | 3      | Kelly Sildaru        | Estonia       | 40.25 | 85.25 | 28.00 | 125.50 |      |
| 18   | 26  | 6      | Alia Delia Eichinger | Germania      | 51.00 | 64.75 | 39.00 | 115.75 |      |
| 19   | 21  | 8      | Ksenia Orlova        | ROC           | 60.00 | 54.75 | 9.00  | 114.75 |      |
| 20   | 20  | 10     | Yang Shuorui         | Cina          | 38.25 | 40.50 | 55.50 | 96.00  |      |
| 21   | 18  | 11     | Lara Wolf            | Austria       | 25.25 | 36.25 | 55.25 | 91.50  |      |
| 22   | 13  | 18     | Margaux Hackett      | Nuova Zelanda | 9.75  | 9.00  | 65.00 | 74.75  |      |
| 23   | 23  | 25     | Laura Wallner        | Austria       | 59.50 | 9.00  | 9.00  | 68.50  |      |
| 24   | 10  | 14     | Caroline Claire      | Stati Uniti   | 20.00 | 17.25 | DNS   | 20.00  |      |
| 25   | 9   | 9      | Silvia Bertagna      | Italia        | 17.00 | 16.75 | DNS   | 17.00  |      |
|      | 7   | 7      | Elena Gaskell        | Canada        | DNS   | DNS   | DNS   | DNS    | DNS  |

### Finale
| Pos.    | Bib | Ordine | Nome               | Nazione     | Run 1 | Run 2 | Run 3 | Totale |
| ------- | --- | ------ | ------------------ | ----------- | ----- | ----- | ----- | ------ |
| Oro     | 4   | 8      | Gu Ailing          | Cina        | 93.75 | 88.50 | 94.50 | 188.25 |
| Argento | 2   | 11     | Tess Ledeux        | Francia     | 94.50 | 93.00 | 73.25 | 187.50 |
| Bronzo  | 1   | 7      | Mathilde Gremaud   | Svizzera    | 89.25 | 93.25 | 26.00 | 182.50 |
| 4       | 8   | 12     | Megan Oldham       | Canada      | 85.00 | 89.25 | 88.75 | 178.00 |
| 5       | 12  | 6      | Kirsty Muir        | Regno Unito | 90.25 | 78.75 | 15.50 | 169.00 |
| 6       | 6   | 4      | Sarah Höfflin      | Svizzera    | 82.50 | 53.00 | 76.25 | 158.75 |
| 7       | 5   | 3      | Johanne Killi      | Norvegia    | 87.75 | 58.50 | 65.50 | 153.25 |
| 8       | 19  | 2      | Olivia Asselin     | Canada      | 62.00 | 60.25 | 85.50 | 147.50 |
| 9       | 24  | 1      | Anni Kärävä        | Finlandia   | 81.00 | 54.00 | 82.50 | 136.50 |
| 10      | 11  | 10     | Anastasia Tatalina | ROC         | 75.50 | 22.25 | 47.00 | 122.50 |
| 11      | 22  | 5      | Darian Stevens     | Stati Uniti | 56.75 | 50.75 | 18.25 | 75.00  |
| 12      | 16  | 9      | Sandra Eie         | Norvegia    | 17.00 | 19.00 | 64.50 | 64.50  |